# Гэнши-ди
Гэнши-ди (кит. трад. 更始帝, пиньинь Gēngshǐ Dì), личное имя Лю Сюань (кит. трад. 劉玄, пиньинь Liú Xuán), взрослое имя Лю Шэнгун (кит. трад. 劉聖公, ?-25) — император восстановленной китайской империи Хань. Император Восточной Хань Гуан У-ди дал ему посмертный титул Хуайянский князь (кит. трад. 淮陽王, упр. 淮阳王, пиньинь Huáiyángwàng).

## Биография
Лю Сюань принадлежал к шестому поколению потомков императора Цзин-ди. Когда Ван Ман узурпировал трон и объявил о замене империи Хань на империю Синь, то по всей стране вскоре начались восстания. Лю Сюань примкнул к пинлиньской группировке войск горы Люйлинь.
В 22 году поднял восстание ещё один представитель шестого поколения потомков Цзин-ди — Лю Янь. Он уговорил лидеров войск горы Люйлинь помочь ему, и они осадили Ваньчэн — административный центр округа Наньян.
Стало раздаваться всё больше и больше голосов в пользу того, чтобы возродить империю Хань с кем-либо из членов династии Лю на троне. Лидеры сяцзянской группировки войск горы Люйлинь, а также солдаты, находившиеся под прямым командованием Лю Яня, хотели видеть императором его, но лидеры синьшиской и пинлиньской группировки опасались его сильной личности, и хотели иметь более слабого и управляемого человека на троне, поэтому они решили возвести на трон Лю Сюаня. В начале 23 года он занял престол под тронным именем «Гэнши-ди».
Ван Ман решил покончить с повстанцами раз и навсегда, и весной 23 года двинул на них войско численностью 430 тысяч человек под командованием своего двоюродного брата Ван И и главного министра Ван Сюня. Ханьские силы в это время были разделены: Лю Янь осаждал Ваньчэн, а его брат Лю Сю пошёл на встречу синьским войскам к городу Куньян. В последующем сражении превосходящие синьские силы потерпели сокрушительное поражение, что стало концом режима Ван Мана: по всей стране люди начали восставать и признавать императором Гэнши-ди, а не Ван Мана.
Однако Лю Сюань продолжал опасаться Лю Яня, и был в курсе, что многие недовольны тем, что императором стал Лю Сюань, а не Лю Янь. Когда один из сторонников Лю Яня — Лю Цзи — стал критиковать императора, то Лю Сюань приказал арестовать его и казнить. Лю Янь попытался вмешаться, и тогда Лю Сюань, подзуживаемый переметнувшимся на его сторону Ли И и Чжу Вэем, воспользовался этой возможностью чтобы казнить и Лю Яня. Однако, чтобы загладить чувство вины за этот поступок, он дал Лю Сю титул «Усиньский хоу» (武信侯).
После этого две ханьские армии предприняли генеральное наступление против синьских войск: армия под руководством Шэньту Цзяня двинулась на Лоян, а армия Ли Суна — на Чанъань. С приближением ханьских войск население Чанъаня восстало; Ван Ман был убит в бою, а его тело было разорвано на куски победителями.
После смерти Ван Мана Гэнши-ди перенёс столицу в Лоян. Были изданы указы, обещавшие, что те из синьских чиновников, кто признает новую власть, будут оставлены на своих постах. Однако вскоре многие в стране увидели, что бывшие повстанцы, получившие теперь высокие государственные посты, на самом деле являются некомпетентными людьми. Это дало почву для новых восстаний — уже против восстановленной империи Хань.
Уже зимой 23 года гадальщик из Ханьданя по имени Ван Лан заявил, что на самом деле он Лю Цзыюй — сын императора Чэн-ди; регионы к северу от Хуанхэ признали его императором. Туда был послан с войсками Лю Сю, который сумел привести территорию к покорности, в 24 году осадил Ханьдань и убил Ван Лана. За это Лю Сю получил титул «князя Сяо», однако подозревая, что император избавится от него так же, как и от Лю Яня, заявил, что регион ещё не усмирён полностью, и начал под этим предлогом концентрировать у себя войска.
Также в 24 году император перенёс столицу в Чанъань. Он доверил дела управления Чжао Мэну, чья дочь вошла в императорский гарем, а сам стал много пить. Другие чиновники также стали усиливать свою власть, что вносило хаос в систему управления страной. Тем временем группировка «краснобровых», находившаяся в Пуяне, решила разграбить Чанъань, и двинулась на запад, сметая пытающиеся её остановить лояльные императору армии. Лю Сю, обладавший единственной реально сильной армией, не вмешивался.
В 25 году группировка во главе с Фан Ваном и Гун Линем решила восстать против императора, и похитила Жуцзы Ина — свергнутого Ван Маном предыдущего императора династии Хань. Однако Лю Сюань послал против них Ли Суна, который разгромил восставших и убил Жуцзы Ина. Летом 25 года Лю Сю пошёл на окончательный разрыв с Ли Сюанем, и провозгласил себя императором под именем «Гуан У-ди». Опасаясь оказаться в ловушке, часть генералов Лю Сюаня решила восстать, но заговор был раскрыт и большинство его участников казнены; тем не менее Чжан Ану удалось взять под контроль большую часть Чанъаня, и Гэнши-ди пришлось бежать из столицы (тем более, что приближались ещё и «краснобровые»). «Краснобровые» решили, что им тоже нужен свой император, и провозгласили таковым 15-летнего Лю Пэнцзы, также принадлежавшего к отдалённой ветви фамилии Лю (правда, никакой реальной власти он не получил, и продолжил быть пастухом при армии).
Генералы, оставшиеся лояльными Гэнши-ди, смогли вытеснить Чжан Ана из столицы, но ситуация была уже безнадёжной. Чжан Ан сдался «Краснобровым», и вместе с ними быстро вновь взял Чанъань; Гэнши-ди бежал всего лишь с несколькими приближёнными. Когда вести о падении Чанъаня достигли Лояна, то тот перешёл на сторону Гуан У-ди, который сделал его своей столицей. Гуан У-ди даровал Лю Сюань титул «Хуайянского князя» и объявил, что тот, кто посмеет обидеть его, будет наказан, а тот, кто доставит его в Восточную Хань, будет вознаграждён.
Зимой 25 года Гэнши-ди понял, что ситуация безнадёжна, и отправил остававшегося с ним Лю Гуна к «Краснобровым» обсудить условия капитуляции. Была достигнута договорённость, что Лю Сюань станет Чаншаским князем. Генерал Се Лу прибыл в лагерь генерала Янь Бэня, в котором укрывался Лю Сюань, и проэкскортировал Лю Сюаня до Чанъаня, где тот передал императорскую печать (забранную у Ван Мана) Лю Пэнцзы. Генералы «Краснобровых» хотели, в нарушение достигнутых договорённостей, убить Лю Сюаня, но в итоге согласились сделать его Чаншаским князем, однако оставили при лагере Се Лу.
Генералы «Краснобровых» оказались ещё менее компетентными управляющими, чем чиновники Лу Сюаня, и столичные жители начали подумывать о возвращении на трон Гэнши-ди. Чжан Ан и его союзники, опасаясь этого, приказали Се Лу тайно убить Лю Сюаня. Лю Гун сумел спрятать тело императора в безопасном месте, и позднее, когда Чанъань перешёл под контроль Восточной Хань, оно было захоронено с княжескими почестями.